# Headquarters
Headquarters är ett musikalbum av The Monkees utgivet 22 augusti 1967 av Colgems Records (i USA) och RCA Victor. Albumet var gruppens tredje studioalbum och det första där alla medlemmar spelade sina instrument själva. Låten "Randy Scouse Git" var en hit i Europa. 
Albumet nådde Billboard-listans 1:a plats och låg där under 1 vecka (veckan efter tog The Beatles album Sgt. Pepper's Lonely Hearts Club Band över förstaplatsen).
På englandslistan nådde albumet 2:a platsen.

## Låtlista
Sida A
1. "You Told Me" (Michael Nesmith) – 2:25
2. "I'll Spend My Life with You" (Tommy Boyce/Bobby Hart) – 2:26
3. "Forget That Girl" (Douglas Farthing Hatfield) – 2:25
4. "Band 6" (Davy Jones/Michael Nesmith/Peter Tork/Micky Dolenz) – 0:41
5. "You Just May Be the One" (Michael Nesmith) – 2:03
6. "Shades of Gray" (Barry Mann/Cynthia Weil) – 3:22
7. "I Can't Get Her Off My Mind" (Tommy Boyce/Bobby Hart) – 2:27

Sida B
1. "For Pete's Sake" (Peter Tork/Joseph Richards) – 2:11
2. "Mr. Webster" (Tommy Boyce/Bobby Hart) – 2:05
3. "Sunny Girlfriend" (Michael Nesmith) – 2:33
4. "Zilch" (Davy Jones/Michael Nesmith/Peter Tork/Micky Dolenz) – 1:06
5. "No Time" (Hank Cicolo) – 2:08
6. "Early Morning Blues and Greens" (Diane Hildebrand/Jack Keller) – 2:35
7. Randy Scouse Git (Micky Dolenz) – 2:40

Bonusspår på den remastrade CD-utgåvan utgiven januari 1995.
1. "All Of Your Toys" (Bill Martin) (tidig mono-mix) – 3:02
2. "The Girl I Knew Somewhere" (Michael Nesmith) (andra inspelade version/mono-mix) – 2:38
3. "Peter Gunn's Gun" (Henry Mancini) (tidigare outgiven jam session) – 3:38
4. "Jericho" (traditional) (tidigare outgiven) – 2:02
5. "Nine Times Blue" (Michael Nesmith) (alternativ demo-version/mono-mix) – 2:07
6. "Pillow Time" (Janelle Scott/Matt Willis) (alternativ demo-version/mono-mix) – 4:00

## Medverkande
Musiker (The Monkees-medlemmar)
- Michael Nesmith – sång (spår A1, A5, B3), bakgrundssång (A1, A3), 12-strängad gitarr (A1, A3, A5, A7, B6), pedal steel guitar (A2, A4, A6, B2, B3), akustisk gitarr (A5, B3),  orgel (B1), tal (B4), elgitarr (B5, B7)
- Micky Dolenz – sång (spår A2, B1, B2, B5, B7), bakgrundssång (A1, A3, A5–A7, B1, B3), trummor (A1, A3–A7, B1, B3, B5–B7), cittra (A1), gitarr (A1, B2), tal (A4, B4)
- Davy Jones – sång (spår A3, A6, A7, B6), bakgrundssång (A1, A3, A5, B1–B3, B5, B7), tamburin (A1, A2, A5, B1, B5), akustisk gitarr (A3, A6), maracas (A6, B2, B3, B6), percussion (A7), tal (B4)
- Peter Tork – sång (spår A6), bakgrundssång (A1–3, A5, A6, B1, B6, B7), banjo (A1), orgel (A2, B6, B7), celesta (A2), piano (A3, A6, A7, B2, B5, B6, B7), elgitarr (A4, B1, B3), basgitarr (A5), tal (B4)

Bidragande musiker
- Chip Douglas (eg. Douglas Farthing Hatlelid) – basgitarr (spår A1, A2, B1, B5–B6), bakgrundssång (A3, A5),  tal (A4)
- Jerry Yester – basgitarr (spår A6, A7)
- Frederick Seykora – cello (spår A6)
- Vincent DeRosa – valthorn (spår A6)
- John London – basgitarr (spår B2, B3)

Produktion
- Chip Douglas – producent